# Град Градишка
Град Градишка (раније Босанска Градишка) налази се у сјеверозападном дијелу Републике Српске, Босне и Херцеговине, захватајући Лијевче поље и Поткозарје, са површином од 762 км². Сједиште града се налази у насељеном мјесту Градишка. По попису становништва 2013. у Босни и Херцеговини, а према коначним подацима за Републику Српску које је издао Републички завод за статистику, у општини Градишка је живјело 49.196 лица.

## Географија
Општина се природно граничи ријеком Савом на сјеверу, у дужини од преко 40 км, што представља уједно и границу са Хрватском. Граничи се са општинама Нова Градишка и Новска, са источне стране са општином Србац, са јужне стране највећим дијелом са Лакташима и дјелимично са подручјем Града Бање Луке, са западне са Козарском Дубицом и југозападне стране са Градом Приједором.
Поред ријеке Саве, која је у овом подручју пловна, општина је богата и брдским ријекама, од којих су највеће Врбашка, Јабланица, Јурковица и Лубина.
Градишка је лоцирана на надморској висини од 92 м, плодна лијевчанска равница је на просјечној надморској висини од 110 м, а поједина села у брдском подручју и до 300 м.
Повољни климатски континентални услови и географски положај, велико шумско богатство планине Козаре и Просаре, плодно Лијевче поље и дијелови Посавине, погодно брежуљкасто обрадиво земљиште, налазишта камена дијабаза, богато налазиште мермера у Просари, пловност ријеке Саве и друге погодности, утицале су на развој бројних области привређивања, а првенствено примарне пољопривредне производње, прехрамбене и дрвне индустрије као и других привредних грана.

## Насељена мјеста
Подручје Општине Градишка чине насељена мјеста:
Аџићи, Берек, Бистрица, Бок Јанковац, Брестовчина, Буковац, Вакуф, Вилуси, Врбашка, Гашница, Горња Долина, Горња Јурковица, Горња Липовача, Горњи Карајзовци, Горњи Подградци, Градишка, Грбавци, Греда, Доња Долина, Доња Јурковица, Доњи Карајзовци, Доњи Подградци, Драгељи, Дубраве, Елезагићи, Жеравица, Јабланица, Јазовац, Кијевци, Козара, Козинци, Кочићево, Крајишник, Крушкик, Ламинци Брезици, Ламинци Дубраве, Ламинци Јаружани, Ламинци Сређани, Лисковац, Лужани, Мачковац, Машићи, Милошево Брдо, Миљевићи, Мокрице, Мичије, Насип, Нова Топола, Ново Село, Орахова, Орубица, Петрово Село, Ровине, Рогољи, Романовци, Самарџије, Совјак, Средња Јурковица, Сеферовци, Требовљани, Трновац, Трошељи, Турјак, Церовљани, Цимироти, Чатрња, Челиновац, Чикуле и Шашкиновци.
Општина има 68 насеља, организованих у 53 мјесне заједнице. Највећа сеоска насеља су Нова Топола, Г. Подградци, Орахова и Турјак. Цијело подручје општине је електрифицирано, а у завршној фази је телефонизација сеоског подручја. Пријератна општина Босанска Градишка у цјелини је у саставу Републике Српске од њеног настанка. Име граду и општини је промијењено 1992. у Градишка.

## Саобраћај
Сва села су повезана са сједиштем града аутобуским линијама, а из Градишке се свакодневно одржавају аутобуске линије према Бањој Луци, Београду, Новом Саду, Суботици, Сарајеву и другим мјестима. Градишка је удаљена од Бање Луке 50 км, од Београда 280 км, а од Загреба 130 км.
Путну мрежу чини 700 км локалних и регионалних путева и 90 км магистралних путева, који преко Градишке воде према источном дјелу Републике Српске и Бањој Луци, а на сјевер према Средњој и Западној Европи.
Градишка је модерним аутопутем повезана са Бањом Луком и Лакташима.
У Градишци се налази и један од најзначајнијих међународних граничних прелаза у Републици Српској за путнички и теретни саобраћај.

## Политичко уређење

### Општинска администрација
Градоначелник Града представља и заступа Град и врши извршну функцију у Градишци. Избор градоначелника се врши у складу са изборним Законом Републике Српске и изборним Законом БиХ. Градску администрацију, поред градоначелника, чини и скупштина града. Институционални центар Града Градишке је насеље Градишка, гдје су смјештени сви градски органи.
Градоначелник Града Градишке је Зоран Аџић испред Савеза независних социјалдемократа, који је на ту функцију ступио након локалних избора у Босни и Херцеговини 2016. године. Састав скупштине Града Градишка је приказан у табели.

## Становништво
По попису становништва из 1991. године, тадашња Општина Градишка је имала 59.974 становника, распоређених у 68 насељених мјеста.
По попису становништва 2013. у Босни и Херцеговини, а према коначним подацима за Републику Српску које је издао Републички завод за статистику, у општини Градишка (сада граду) је живјело 49.196 лица.
| Националност       | 2013.           | 1991.           | 1981.           | 1971.           |
| Срби               | 40.707 (82,74%) | 35.753 (59,61%) | 32.825 (56,50%) | 35.038 (65,39%) |
| Муслимани/Бошњаци  | 6.266 (12,74%)  | 15.851 (26,42%) | 13.026 (22,42%) | 12.688 (23,68%) |
| Хрвати             | 800 (1,63%)     | 3.417 (5,69%)   | 3.544 (6,10%)   | 4.415 (8,23%)   |
| Југословени        | —               | 3.311 (5,52%)   | 7.255 (12,48%)  | 415 (0,77%)     |
| остали и непознато | 1.423 (2,89%)   | 1.642 (2,73%)   | 1.445 (2,48%)   | 1.025 (1,91%)   |
| Укупно             | 49.196          | 59.974          | 58.095          | 53.581          |

Приказ кретања броја становника по насељеним мјестима између два пописа. Резултати по насељима за 2013. годину су коначни подаци за Републику Српску које је издао Републички завод за статистику.
|    | Насеље           | 1991 г. | 2013 г. |
| -- | ---------------- | ------- | ------- |
| 1  | Аџићи            | 112     | 78      |
| 2  | Берек            | 482     | 412     |
| 3  | Бистрица         | 795     | 432     |
| 4  | Бок Јанковац     | 754     | 1161    |
| 5  | Брестовчина      | 360     | 1027    |
| 6  | Буковац          | 349     | 371     |
| 7  | Вакуф            | 416     | 342     |
| 8  | Вилуси           | 887     | 736     |
| 9  | Врбашка          | 1057    | 779     |
| 10 | Гашница          | 443     | 324     |
| 11 | Горња Долина     | 400     | 97      |
| 12 | Горња Јурковица  | 297     | 167     |
| 13 | Горња Липовача   | 992     | 500     |
| 14 | Горњи Карајзовци | 537     | 484     |
| 15 | Горњи Подградци  | 2378    | 1656    |
| 16 | Градишка         | 16841   | 13691   |
| 17 | Грбавци          | 991     | 594     |
| 18 | Греда            | 159     | 117     |
| 19 | Доња Долина      | 468     | 115     |
| 20 | Доња Јурковица   | 205     | 149     |
| 21 | Доњи Карајзовци  | 600     | 548     |
| 22 | Доњи Подградци   | 957     | 758     |
| 23 | Драгељи          | 235     | 135     |
| 24 | Дубраве          | 2581    | 1534    |
| 25 | Елезагићи        | 561     | 528     |
| 26 | Жеравица         | 335     | 482     |
| 27 | Јабланица        | 745     | 438     |
| 28 | Јазовац          | 225     | 119     |
| 29 | Кијевци          | 381     | 212     |
| 30 | Козара           | 126     | 45      |
| 31 | Козинци          | 908     | 1661    |
| 32 | Кочићево         | 631     | 463     |
| 33 | Крајишник        | 528     | 617     |
| 34 | Крушкик          | 1074    | 1119    |
| 35 | Ламинци Брезици  | 1415    | 1847    |
| 36 | Ламинци Дубраве  | 591     | 438     |
| 37 | Ламинци Јаружани | 394     | 287     |
| 38 | Ламинци Сређани  | 574     | 456     |
| 39 | Лисковац         | 1467    | 1080    |
| 40 | Лужани           | 275     | 238     |
| 41 | Мачковац         | 476     | 266     |
| 42 | Машићи           | 1359    | 1153    |
| 43 | Милошево Брдо    | 439     | 241     |
| 44 | Миљевићи         | 237     | 188     |
| 45 | Мичије           | 389     | 41      |
| 46 | Мокрице          | 26      | 15      |
| 47 | Нова Топола      | 2191    | 2324    |
| 48 | Ново Село        | 310     | 154     |
| 49 | Орахова          | 2479    | 1185    |
| 50 | Орубица          | 48      | 14      |
| 51 | Петрово Село     | 358     | 329     |
| 52 | Ровине           | 1016    | 1422    |
| 53 | Рогољи           | 741     | 668     |
| 54 | Романовци        | 1199    | 976     |
| 55 | Самарџије        | 211     | 162     |
| 56 | Сеферовци        | 502     | 504     |
| 57 | Совјак           | 307     | 208     |
| 58 | Средња Јурковица | 216     | 146     |
| 59 | Требовљани       | 425     | 348     |
| 60 | Трновац          | 246     | 177     |
| 61 | Трошељи          | 550     | 559     |
| 62 | Турјак           | 415     | 268     |
| 63 | Церовљани        | 604     | 367     |
| 64 | Цимироти         | 331     | 202     |
| 65 | Чатрња           | 768     | 697     |
| 66 | Челиновац        | 129     | 36      |
| 67 | Чикуле           | 369     | 255     |
| 68 | Шашкиновци       | 107     | 54      |

## Привреда
Захваљујући природним ресурсима у протеклим деценијама остварен је изузетно успјешан привредни раст и развој. Економска основа стално је унапређивана изградњом нових привредних и инфраструктурних објеката, повећањем производње и извоза на страна тржишта.
Мале занатске радионице, прерастале су у савремене фабрике, а на ресурсима великог шумског богатства Козаре и Просаре, те плодних ораничних површина Лијевче поља и Поткозарја, изграђени су прерађивачки капацитети у индустрији намјештаја, дрвној, пољопривредној и прехрамбеној индустрији. Упоредо су развијана и предузећа у осталим привредним гранама а посебно у металној и текстилној индустрији, машиноградњи, грађевинарству, трговини те производњи електро — материјала и пластике.
Привредни развој индустријских предузећа успјешно је пратио и развој комуналних и услужних дјелатности. У протеклих 50 година изграђен је цјелокупни привредни потенцијал, стамбени фонд, те инфраструктурни објекти, са тенденцијом сталне доградње.
У привреди града Градишка запослено је 6.000 радника, а у области ванпривреде око 2.000. Основни носиоци привредних активности су државна предузећа, од којих је 16 са статусом предузећа од значаја за републику, а 13 предузећа је општинског значаја.
У предузећима државног сектора, која остварују 35% друштвеног производа општине, запошљавају 50% укупног броја запослених и реализују цјелокупан извоз, у току је процес трансформације државног капитала. У односу на предратни период достигнут је ниво индустријске производње од 25%, што указује на велике могућности у повећању степена инсталисаних капацитета и запослености.
На подручју града послује преко 600 приватних предузећа и више од 1.400 приватних радњи. Већина активности приватног сектора усмјерена је на подручју трговине и угоститељства, а мањи број у неким од производних дјелатности.
Природни, географски, привредни и људски потенцијали, добра су основа и гаранција за бољи живот становништва и свеукупни развој града Градишка и Републике Српске. Свеукупно гледајући општина Градишка представља веома интересантно подручје за све облике привредних активности и инвестиционих улагања. Одборници Скупштине општине Градишка СНСД-10, СДС-5, ПДП-4, ДНС-3, Изворна СДС-3, СП-2, НС-2, НДП-1, и један одборник националних мањина.

## Култура
Дуга историјска прошлост и археолошки локалитети су доказ да градишко подручје има веома богату културну традицију. Овдје се живјело и радило још у праисторијско доба. Свака наредна друштвена епоха оставила је неизбрисив траг у културном наслеђу овог краја.
И данас је културни живот у општини веома динамичан и разноврстан. Основни носилац културних збивања је Културни центар који у сарадњи са другим субјектима из области културе може успјешно да реализује различите културне програме и садржаје.
У Културном центру ради Градски женски хор који је свој вишегодишњи рад крунисао са неколико високих признања, КУД „Коловит“ те Позориште. У згради Културног центра су сједишта и других носиоца културних активности.
У Градишци је, након двије деценије, свој рад обновило Централно културно-умјетничко друштво „Лепа Радић“. Поред централног КУД-а, у Градишци егзистира још 12 културно-умјетничких друштава.
На подручју општине Српска православна црква је организована у 10 парохија, у којима је изграђено 12 храмова и 10 капела. Највећи је Храм Покрова Пресвете Богородице у Градишци чија је изградња започела 1965. године и трајала до 1973. године, када је Храм и освештан. Најстарија црква је у селу Романовцима — Храм светог Николе, изграђен прије 400 година. У њему се 1904. године вјенчао познати српски писац и народни трибун Петар Кочић.
У области информисања већ 20 година дјелује Српски радио Градишка, као најстарија медијска кућа, а 20. априла 2022. почело је емитовање и телевизијског програма, чиме је формирана Радио-телевизија Градишка (РТВГ). У Градишци успјешно раде и електронски медији у приватном власништву — „Виком“ радио и телевизија.

## Спорт
Спортски живот у граду Градишка има богату традицију. Међу најстаријим и најмасовнијим спортовима свакако треба поменути фудбал. Најзначајнији је фудбалски клуб Козара који се такмичи у Премијер лиги Босне и Херцеговине. Први је освајач Купа Републике Српске. ФК Козара свој рад и наступе везује за градски фудбалски стадион. Поред овог Клуба постоји још 25 регистрованих фудбалских клубова који се такмиче у нижим ранговима.
Поред фудбалских у граду постоје два рукометна клуба, два кошаркашка, два одбојкашка, куглашки, шаховски и четири карате клуба. Од којих се посебно истиче Карате Клуб Соко Градишка. На челу са Милутином Пуљаревићем који се у догледно време бавио професионално овим спортом. Дугогодишњи стручњак чији су успјеси забиљежени у домовини овог спорта као и у Холивуду. Један од најуспијешнијих и најтрофејнијих клубова у Републици Српској.
Значајно мјесто у дијелу спортских и рекреативних активности припадају Центру за подводне активности „Свети Никола“, Удружењу ловаца, риболоваца као и активностима везаним за школски и рекреативни спорт.
Важно је истаћи да је у последње 3 године, захваљујући и средствима донатора, а прије свих УСАИД-а и Јапанске владе, извршена реконструкција најзначајнијих објеката у здравству, школству, култури и спорту, чиме су створени добри услови за рад у овим дјелатностима. Град Градишка остварује добру сарадњу са другим општинама и институцијама у Републици Српској, а посебно са братским градовима Ћупријом у Србији и Кавалом у Грчкој.

## Познате личности
- Васо Чубриловић
- Агнија Марић
- Станислав Чађо
- Лепа Радић
- Гојко Суботић
- Душан Суботић
- Стеван Дукић
- Раде Михаљчић
- Марко Марин
- Ратко Варда